# 无锡中央车站
31°35′21″N 120°18′3″E / 31.58917°N 120.30083°E

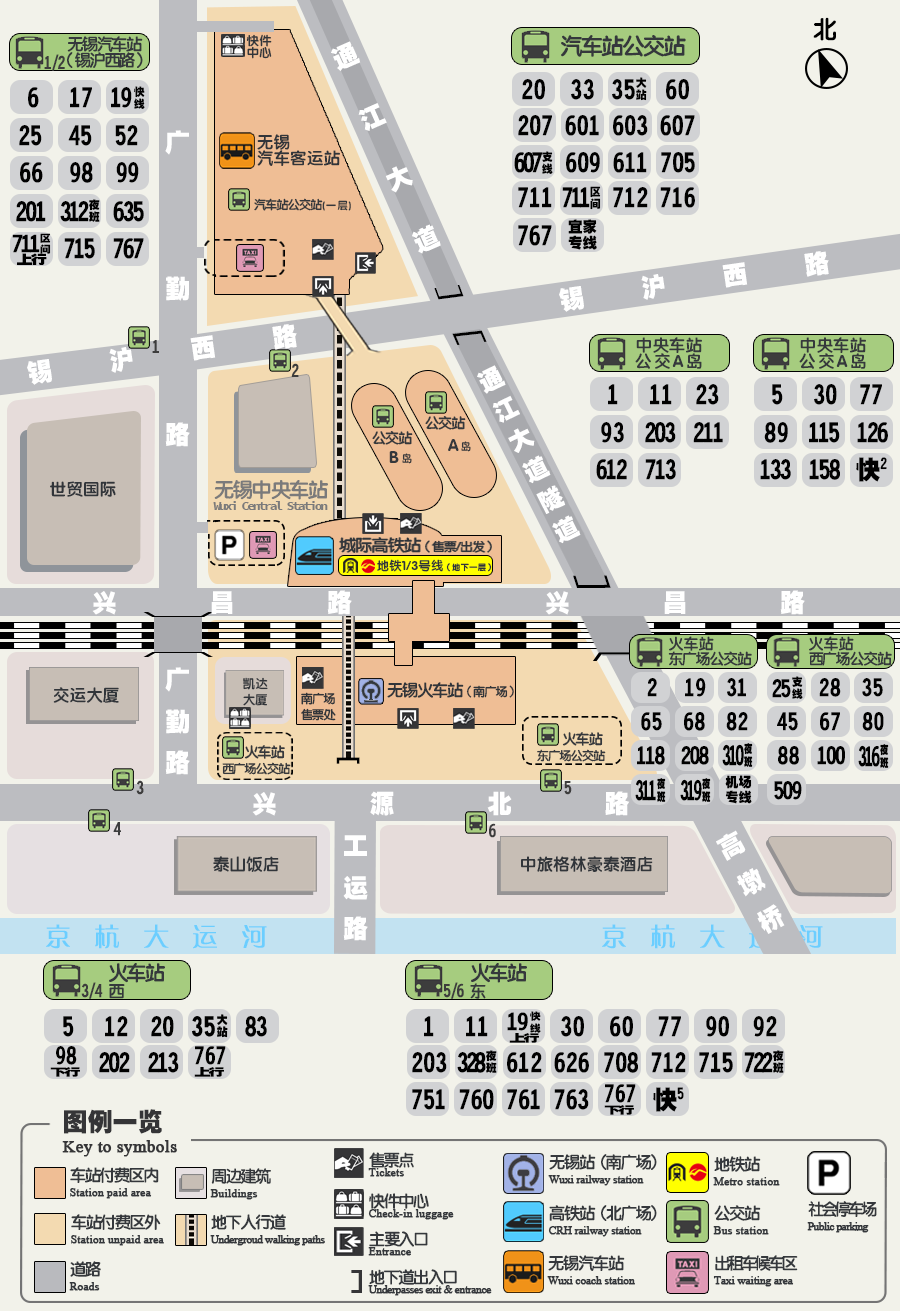
无锡中央车站交通示意图

无锡中央车站，位於江苏省无锡市崇安区无锡火车站以北，是由日本建设和浙江大学建筑设计研究院共同设计的TOD项目。项目以无锡站北广场及无锡汽车客运站为主体，是集高铁、公交、地铁、长途客运为一体的大型交通枢纽。

## 简介
无锡中央车站是于2010年7月1日沪宁高铁投运时同期开放使用的，当时尚称为“北广场交通综合体”，次年6月26日，新建的无锡汽车客运站启用，使中央车站成为了集铁路、公交、地铁、长途客运为一体的大型交通枢纽。
中央车站在建设时，特别借鉴了日本品川站的设计理念，即将集聚集约的立体交通发挥极致，使各个交通工具之间可以实现“零换乘”，譬如从高铁站出口至所需乘坐的公交岛站，只要依据指示行走，无需出站即可到达，而电扶梯亦经过精心设计，以地下一层高铁站出口为标准至地上二层的入口均为上行。
2014年7月9日，随着上海浦东、虹桥机场无锡城市候机楼在汽车客运站内的启用，无锡中央车站又增添了航空服务功能。

## 楼层分布
| 3F  | 铁路出发   | 售票处、安检（北）、候车室                    |
| 3F  | 商场       | CKK韩国馆、餐厅                               |
| 3F  | 汽车客运站 | 候车室                                        |
| 2F  | 铁路无锡站 | 铁路入口（南）、VIP候车室                     |
| 2F  | 铁路无锡站 | 出租车落客（北）、餐厅                        |
| 2F  | 汽车客运站 | 进站大厅、售票厅、上海虹桥/浦东机场无锡航站楼 |
| 1F  | 铁路无锡站 | 私家车落客、取票（北）                        |
| 1F  | 铁路无锡站 | 售票处、进站口（南）                          |
| 1F  | 公路交通   | 无锡汽车客运站入口、售票处                    |
| 1F  | 公路交通   | 中央车站（公交）A、B岛                        |
| 1F  | 公路交通   | 无锡汽车站（锡沪西路）（公交）                |
| 1F  | 公路交通   | 汽车站公交站                                  |
| B1F | 换乘       | 铁路到达、出租车、地铁站厅                    |
| B2F | 社会停车场 | A-D区                                         |

## 交通换乘

### 铁路
无锡站分为南北两个部分，停靠沪宁高铁沿线列车的北广场与中央车站相结合，地下一层为出口，有地下通道与停靠京沪铁路既有线的南广场相连，并与地铁、公交A/B岛、出租车无缝对接；地上三层为乘客进站处，站内亦有天桥与南广场连接。
无锡站日常停靠列车计147对，其中北广场日常办客列车89.5对，南广场日常办客列车57.5对。

### 公路客运
2010年，无锡市决定将原先多个分散的长途汽车站合并为一个汽车客运站，即今位于中央车站北端的无锡汽车客运站。无锡汽车客运站与无锡站北广场是中央车站的两座主体建筑，之间有天桥连接，可到达各自建筑的二层。无锡汽车客运站是一级客运站，建筑共有5层，采用1、2层售票与进站；3、4层乘车出站的设计。汽车站日发班次1700余班，日均发运量3.5万人次，高峰日旅客发运量近10万人次。

### 公共运输

#### 城市公共交通
中央车站内共有公交A/B岛及无锡汽车站三个环岛封闭式公交站台，其中A/B岛位于无锡站北广场与汽车站之间，与高铁、地铁站点相邻，无锡汽车站公交岛位于汽车站一层。

#### 地铁
无锡地铁无锡火车站站址设置于无锡站地下一层至三层，地下一层为站厅层，与中央车站的地下一层完全结合。无锡站北广场出口通道将站厅分为南北，南站厅由2个客服中心和17台自动售票机组成，该站厅有两组自动扶梯，一组直达1号线站台，另一组至设备层平台换乘后到1号线站台；北面设2个客服中心和5台自动售票机，该站厅有一组自动扶梯直达1号线站台。地下二层南北方向是1号线的设备层，东西方向是3号线站台区。地下三层则是1号线站台区，站台公共区设置了三组楼扶梯和1部垂直电梯，均可以直达站厅公共区，站台南端也设有直达地下二层与3号线站台层的换乘楼梯。
| 地下 一楼 | 車站大廳 出入口                                            | 客服中心、自動售票機、洗手间、无障碍电梯（1号口） |
| 地下 二樓 | 西                                                         | ← █ 3号线 往苏庙方向                              |
| 地下 二樓 | 島式月台，左側開門 ↓轉乘電扶梯（直達地下二樓 █ 1號線月臺） |                                                   |
| 地下 二樓 | 东                                                         | → █ 3号线 往机场方向→                             |

| 地下 三樓 | 北                                                         | ← █ 1号线 往堰橋方向    |
| 地下 三樓 | 島式月台，左側開門 ↑轉乘電扶梯（直達地下二樓 █ 3號線月臺） |                         |
| 地下 三樓 | 南                                                         | → █ 1号线 往長廣溪方向→ |

## 奖项
- 中国土木工程詹天佑奖：2016年[9]